# علي الحسيني
علي الحسيني ممثل كويتي من مواليد 29 مارس 1989، شارك في مجموعة من الأعمال التلفزيونية والمسرحية على غرار مسرحية المدينة الثلجية وغيرها.

## عن حياته
علي الحسيني هو خريج المعهد العالي للفنون المسرحية المتواجد بالكويت، دفعة 2011.
شارك الممثل في عدة أعمال مسرحية وتلفزيونية.

## أعماله

### في التلفزيون
| السنه | اسم المسلسل     | الشخصية | بمشاركة                                                                                              |
| ----- | --------------- | ------- | --- |
| 2007  | قتالة الشجعان   |         | هدى حسين , عبدالرحمن العقل, جاسم النبهان، مرام .                                                     |
| 2012  | شارع 90         |         | زهره الخرجي، جاسم النبهان.                                                                           |
| 2013  | الين اليوم      |         | ابراهيم الحربي، الهام الفضاله، خالد امين                                                             |
| 2014  | بسمة منال       |         | هدى حسين، جاسم النبهان, هند البلوشي, بثينه الرئيسي                                                   |
| 2014  | جرح السنين      |         | زهره عرفات، محمود بوشهري، ملاك.                                                                      |
| 2014  | منطقة محرمه     |         | حسين المنصور، هدى حسين، باسمه حماده، سحر حسين.                                                       |
| 2015  | حال مناير       |         | حياة الفهد, جاسم النبهان، طيف, هدى الخطيب، مشاري البلام، محمود بوشهري، شيماء علي، هنادي الكندري.     |
| 2015  | لك يوم          |         | هدى حسين، أحلام حسن, هيا الشعيبي, عبد المحسن القفاص.                                                 |
| 2016  | ساق البامبو     | جابر    | سعاد عبدالله, شجون, فاطمة الصفي, مرام، فيصل العميري، ريم ارحمه.                                      |
| 2016  | المسا فات       |         | حسين المنصور، الهام الفضاله، محمود بوشهري، عبد الله السيف، خالد مظفر.                                |
| 2017  | إقبال يوم أقبلت | فراس    | هدى حسين، صلاح الملا، هبة الدري، صمود الكندري، منى شداد، أوس الشطي، عبد الله الطراروة، سميرة الوهيبي |
| 2019  | غصون في الوحل   | ناصر    | هدى حسين , ريم ارحمه, فوز الشطي، محمد الرشيد، لطيفة المجرن.                                          |
| 2020  | مانيكان         |         | اسمهان توفيق،ايمان علي،فاطمة الطباخ،هيا عبدالسلام،هبه الدري                                          |
| 2020  | كسرة ظهر        | جابر    | عبدالله السدحان، احمد العونان،محمد العجيمي،محمد الحداد غرور ، فهد البناي                             |

### في المسرح
| السنة | اسم العمل             | بمشاركة                                                              |
| ----- | --------------------- | -------------------------------------------------------------------- |
| 2010  | المدينة الثلجية       | أحمد إيراج، محمد الحملي، نورة العميري، علي الحسيني، عبد المحسن العمر |
| 2011  | عودة شيزبونه (مسرحية) | أحلام حسن، هبة الدري، محمد الحملي، أحمد إيراج.                       |
| 2012  | الاختراع العجيب       | أحلام حسن، هبة الدري، أحمد إيراج، نواف العلي.                        |
| 2013  | من منهم هو            | أحلام حسن، فاطمة الصفي، أحمد العوضي.                                 |
| 2014  | كوخ حارسات الغابة     | هدى حسين، سحر حسين، حسين المهنا.                                     |
| 2014  | ما وراء               | غدير السبتي، أحمد العوضي.                                            |
| 2015  | نور الظلام            | هند البلوشي، عبد المحسن القفاص، شيخة العسلاوي، مشاري العوضي.         |
| 2015  | الأحدب                | محمد الحملي، نورة العميري، عبد الله الخضر.                           |
| 2016  | المدينة الثلجية 2     | محمد الحملي، أحلام حسن، هبة الدري.                                   |
| 2017  | وحشه                  | روان الصايغ، أحمد العوضي.                                            |
| 2017  | سالي                  | هند البلوشي، يوسف البغلي، مشاري البلام.                              |

## وصلات خارجية
- علي الحسيني على موقع قاعدة بيانات الأفلام العربية